# 亀岡市立病院
亀岡市立病院（かめおかしりつびょういん）は、京都府亀岡市にある医療機関である。亀岡市病院事業の設置等に関する条例により設置された市立の病院である。

## 沿革
- 2004年6月1日 - 開院。

## 診療科
- 内科
- 消化器科
- 循環器科
- 神経内科
- 小児科
- 外科
- 整形外科
- 麻酔科
- 泌尿器科
- 眼科
- 皮膚科
- 放射線科

## 医療機関の指定・認定
（下表の出典）
| 保険医療機関                                   | 労災保険指定医療機関                   |
| 指定自立支援医療機関（更生医療）               | 指定自立支援医療機関（育成医療）       |
| 身体障害者福祉法指定医の配置されている医療機関 | 特定疾患治療研究事業指定医療機関       |
| 生活保護法指定医療機関                         | 結核指定医療機関                       |
| 小児慢性特定疾患治療研究事業指定医療機関       | 戦傷病者特別援護法指定医療機関         |
| 原子爆弾被害者医療指定医療機関                 | 原子爆弾被害者一般疾病医療取扱医療機関 |
| 公害医療機関                                   |                                        |

- 救急告示病院（二次救急）[2]
- このほか、各種法令による指定・認定病院であるとともに、各学会の認定施設でもある。

## 交通アクセス
鉄道
- JR嵯峨野線「馬堀駅」より徒歩約7分[3]。

自動車
- 京都縦貫自動車道篠ICから約5分[3]。